# Silicate de césium et de calcium
 (juillet 2025).
Un silicate de césium et de calcium est un silicate des éléments césium (Cs) et calcium (Ca). Le seul connu est Cs2Ca4Si6O17, synthétisé à 1 000 °C et pression ambiante. À l'état solide il est constitué de cristaux monocliniques (classe monoclinique prismatique, groupe d'espace P 21/n), dont les paramètres cristallins à 15 °C sont a = 11,105 3(7) Å, b = 7,313 8(4) Å, c = 22,260 9(15) Å, β = 98,289(6)°, V = 1 789,2(2) Å3 et  Z = 4.